# فاین یانگ کنیبالز
فاین یانگ کنیبالز (انگلیسی: Fine Young Cannibals) گروه موسیقی پاپ راک انگلیسی است که در سال ۱۹۸۴ در بیرمنگام، انگلستان توسط دیوید استیل، بیس‌نواز سابق گروه د بیت و اندی کاکس، گیتاریست، همراه با رولند گیفت، خواننده (که پیش از آن عضو گروه Akrylykz بود) تشکیل شد. اولین آلبوم خود به نام فاین یانگ کنیبالز که در سال ۱۹۸۵ منتشر شد، شامل آهنگ‌های «Johnny Come Home» و یک نسخه از آهنگ «Suspicious Minds» بود که هر دو جزو ۴۰ آهنگ برتر در بریتانیا، کانادا، استرالیا و اروپا قرار گرفتند. آلبوم سال ۱۹۸۹ آن‌ها در جدول آلبوم‌های بریتانیا، آمریکا، استرالیا و کانادا صدرنشین شد و شامل دو آهنگ شماره یک بیلبورد هات ۱۰۰ بود: «او مرا دیوانه می‌کند» و «چیز خوب».
در سال ۱۹۹۰، این گروه دو جایزه بریت دریافت کرد: بهترین گروه بریتانیایی و بهترین آلبوم بریتانیایی (برای The Raw & the Cooked). فاین یانگ کنیبالز در سال ۱۹۹۲ از هم پاشید، اگرچه در سال ۱۹۹۶ به‌طور موقت به استودیو برگشتند تا تک‌آهنگ جدیدی را برای آلبوم گردآوری‌شده بهترین آثارشان یعنی The Finest ضبط کنند.